# 拉巴尔姆 (安省)
拉巴尔姆（法語：Labalme，法語發音：[labalm] ⓘ）是法国东部安省的一个市镇，属于楠蒂阿区。

## 地理
拉巴尔姆（46°5'35"N, 5°28'59"E）面积8.8 平方千米，位于法国奥弗涅-罗讷-阿尔卑斯大区安省，该省份为法国东部省份，北起汝拉省，西北接索恩-卢瓦尔省，西接罗讷省和里昂大都会，南至伊泽尔省，东与萨瓦省、上萨瓦省和瑞士接壤。
与拉巴尔姆接壤的市镇（或旧市镇、城区）包括：塞涅、塞尔东、马亚、圣阿尔邦、维约迪兹纳沃。

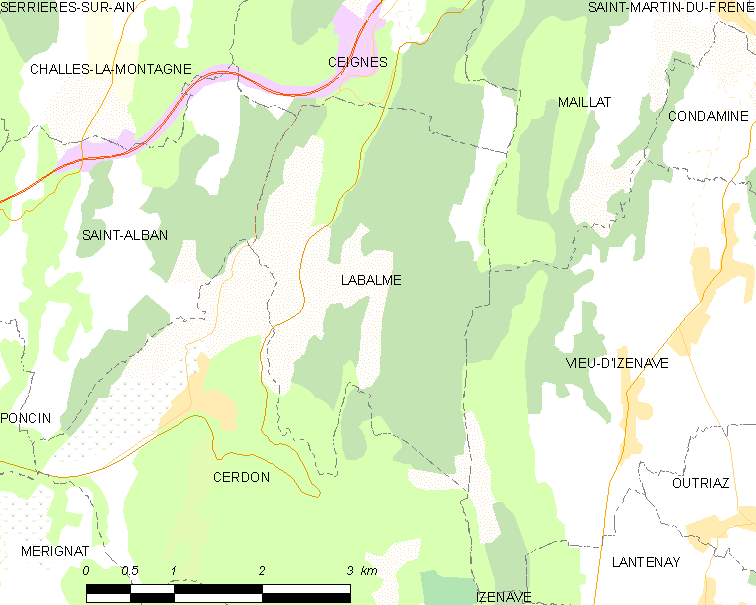
的OSM定位图

拉巴尔姆的时区为UTC+01:00、UTC+02:00（夏令时）。

## 行政
拉巴尔姆的邮政编码为01450，INSEE市镇编码为01200。

## 政治
拉巴尔姆所属的省级选区为蓬丹县。

## 人口

1962-2008年间人口变化图示

拉巴尔姆于2022年1月1日时的人口数量为207人。